# Physocyclus merus
Physocyclus merus là một loài nhện trong họ Pholcidae. Loài này được phát hiện ở México.